# بتیار

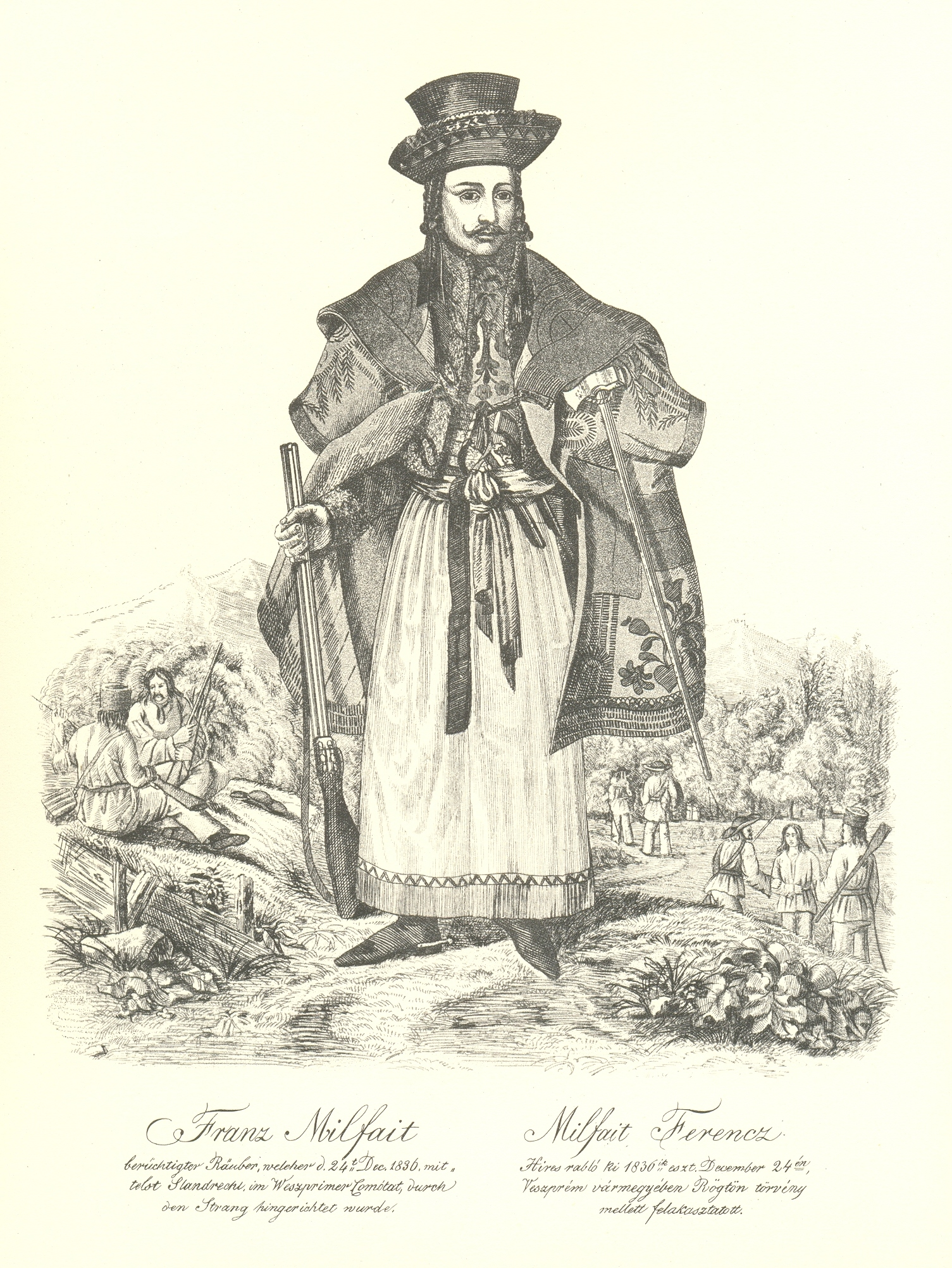
فرکو میلفایت، بتیار معروف اهل باکونی و دست راست یوشکا شوبری

بِتیار (مجاری: Betyár) به راهزنان، دزدان سرگردنه و فراریان سوارکار قرن ‎۱۸ – ۱۹ در مجارستان اطلاق می‌شود. واژهٔ بتیار از نام ایرانی بیکار مشتق شده که از طریق زبان ترکی عثمانی وارد زبان مجاری شده‌است.

## خاستگاه نام
بتیار وام‌واژه صربی‌کرواتی است که از ترکی عثمانی و در اصل از واژهٔ بیکار فارسی با همان معنا مشتق شده‌است. در قدیم این عنوان برای کارگر فصلی، خانه‌دار، خانه‌به‌دوش، خدمتکار، برزگر یا حتی فرزندخوانده نیز به‌کار می‌رفته‌است.

## نظر عمومی
نظر عمومی و مطبوعاتی نسبت به بتیارها تا دهه ۱۸۳۰ به‌وضوح منفی بود ولی پس از آن بسیاری از آنان به قهرمانان عامیانه تبدیل شدند. همین روند بر اساس مطالعاتی که اریک هابسبام مورخ انگلیسی انجام داده در سایر نقاط جهان نیز روی داده‌است. از دیدگاه وی چنین جنایتکاران اخراج‌شده از جامعه غالباً تبدیل به نمادی از جنبش‌های سیاسی همچون انقلاب ۱۸۴۸ مجارستان شده‌اند که برای مردم عادلانه جنگیده‌اند. از قرن هجدهم، تصنیفها، آوازها و داستان‌های دهان به دهان گشته، افسانه‌ها و عاشقانه‌های مرتبط با زندگی بتیارها در مجله‌های زرد نفوذ کرد و نمایشنامه‌هایی نیز دربارهٔ آنها نوشته شد.
چندین تن از بتیارها در اذهان عمومی به چهرهٔ افسانه‌ای همانند رابین هود تبدیل شده‌اند. از معروف‌ترین این قانون‌شکنان شاندور روژا و مارتسی زولد هر دو از دشت بزرگ مجارستان، یوشکا شوبری از فرادانوب و مارتون ویدروتسکی از ماترا بودند. از بتیارهای دورهٔ مدرن می‌توان به آتیلا آمبروش معروف به دزد ویسکی اشاره کرد که کتاب و فیلمی از زندگی او منتشر شده‌است.

## نگارخانه

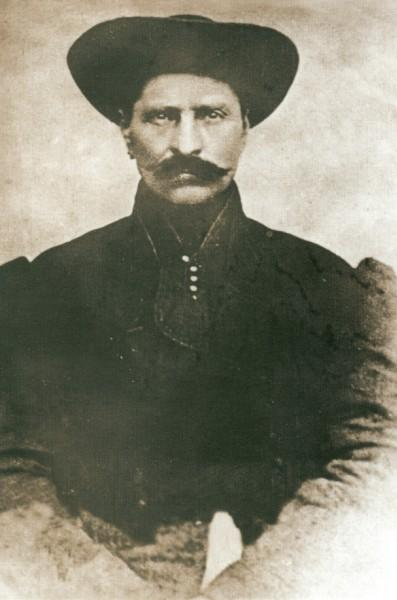
شاندور روژا که پدرش را در کودکی به دلیل سرقت اسب به دار آویختند.
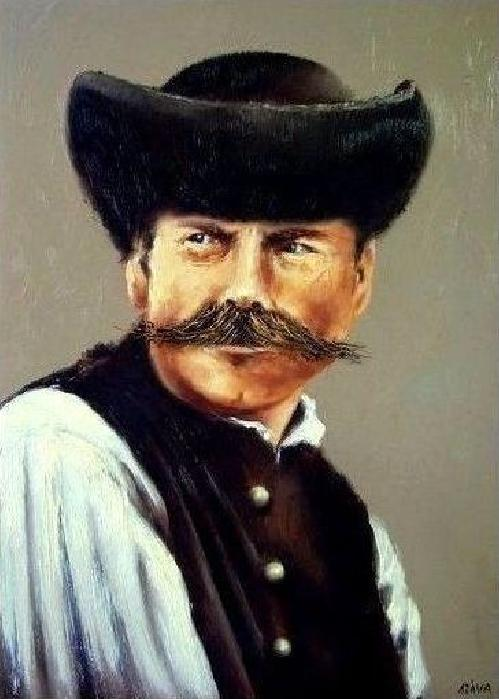
یوشکا شوبری، بتیار مشهورِ فرادانوب نقاشی از شاندور ساوا
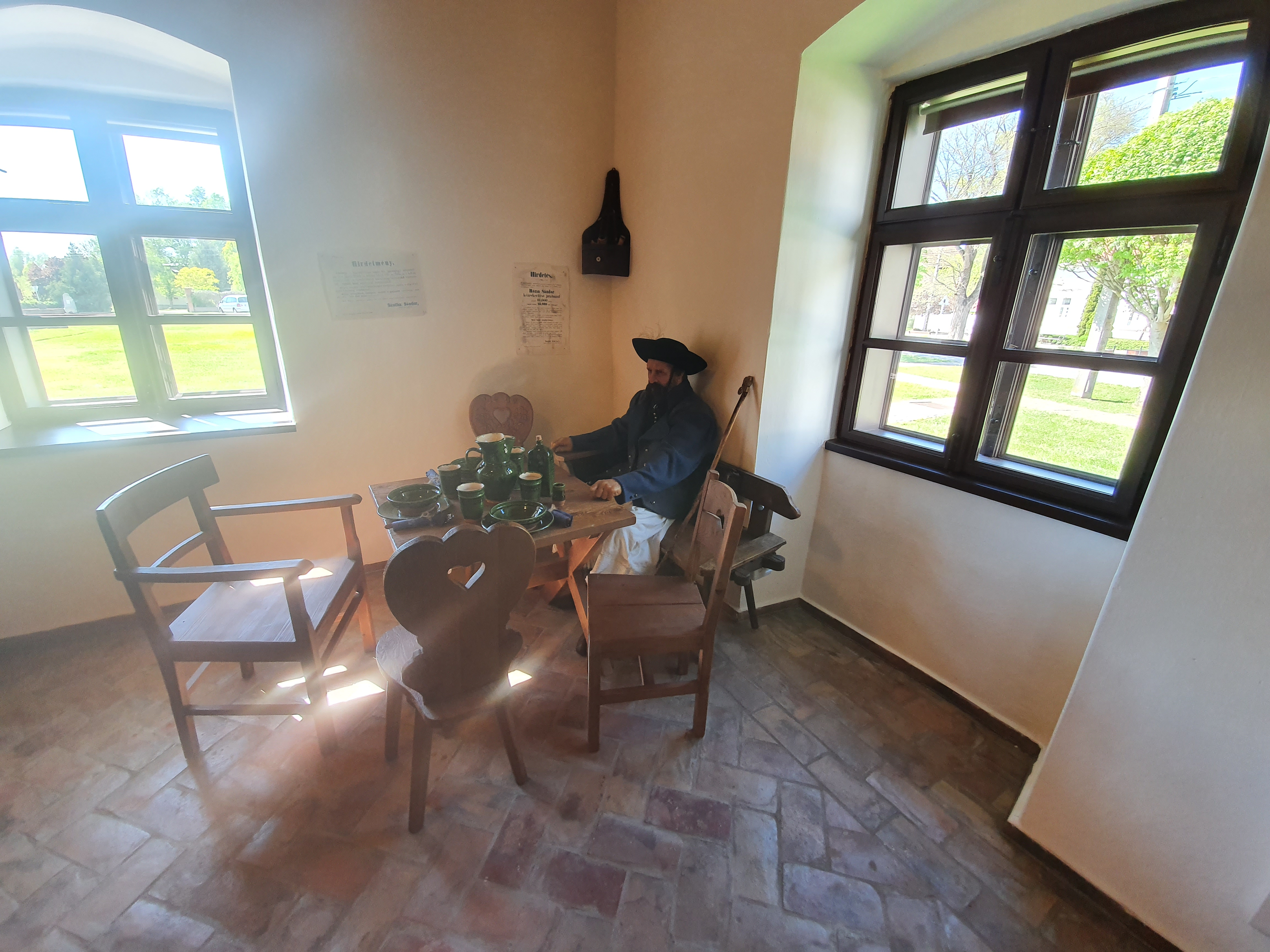
مجسمه مومی شاندور روژا در چاردای کوندوروش
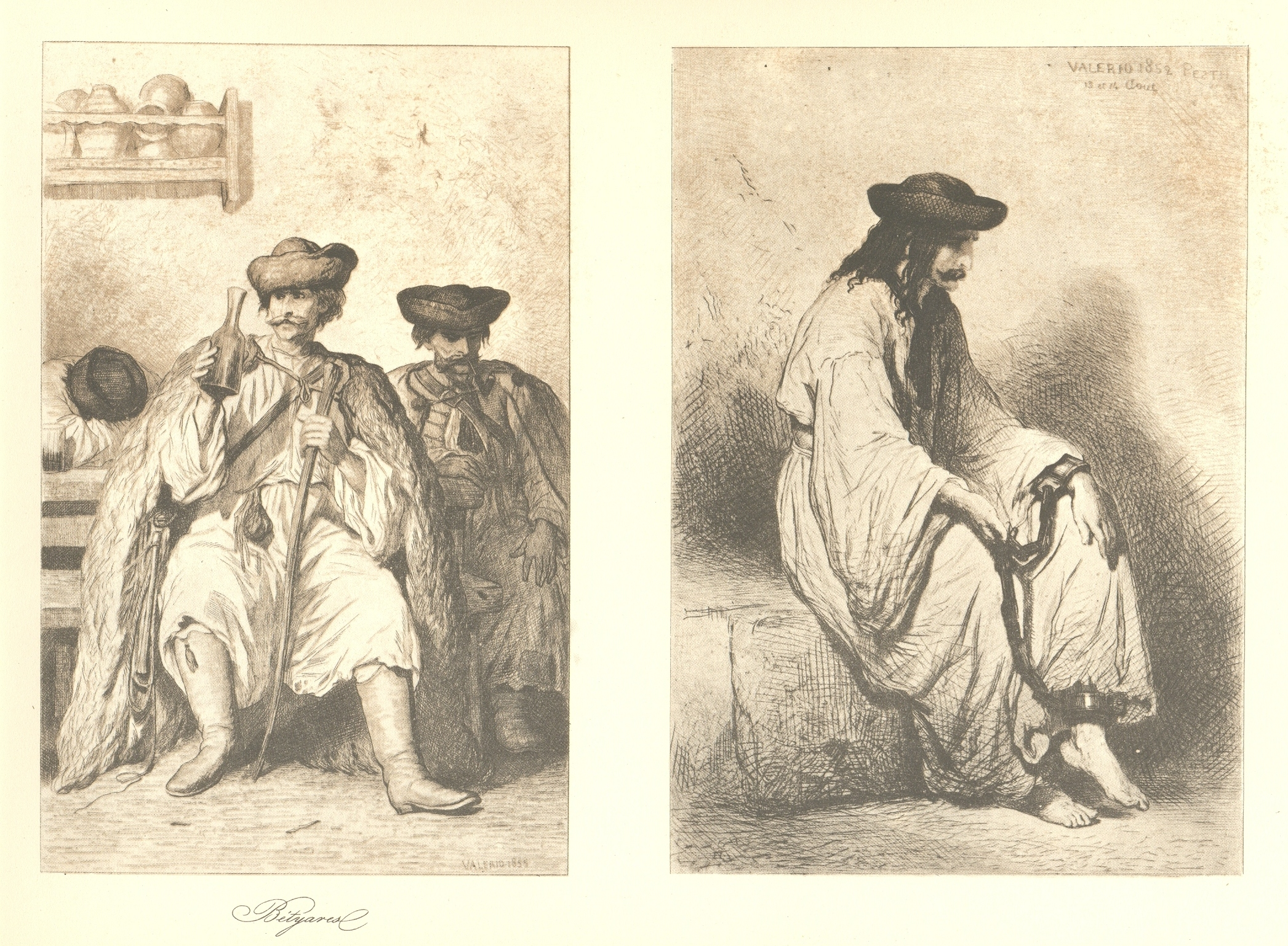
بتیارها در بند و میخانه
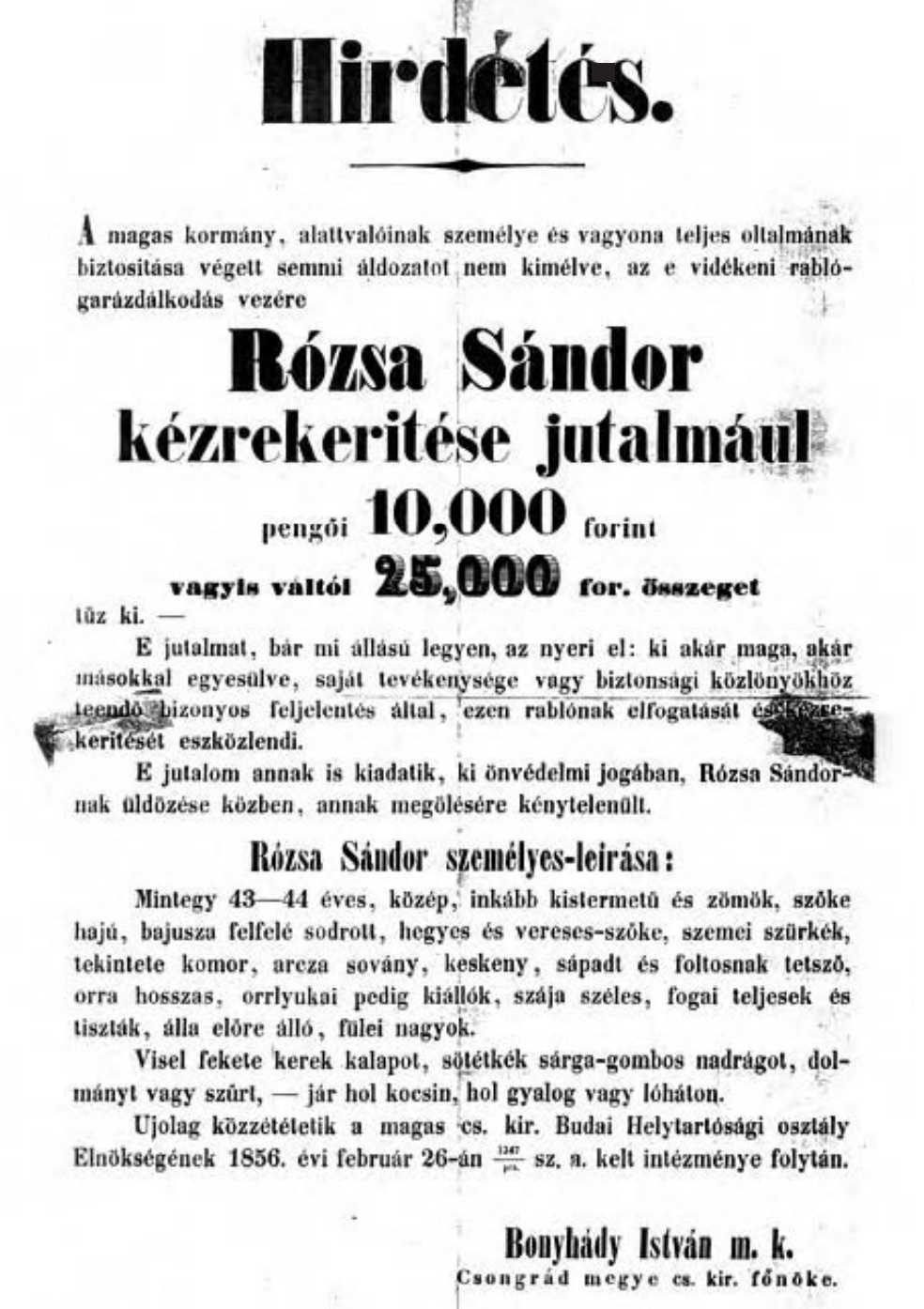
اعلامیهٔ تعقیب شاندور روژا در ۱۸۵۶

## یادداشت
1. ↑  Ferkó Milfajt
2. ↑  Jóska Sobri